# Yuppie
Yuppie (spesso "Yuppy") è un termine inglese che deriva dalla trascrizione della pronuncia della sigla YUP, acronimo di Young Urban Professional; diffusosi internazionalmente a partire dagli anni ottanta, sta ad indicare un professionista o imprenditore giovane e "rampante" che abbraccia la comunità economica capitalista ed in essa trova realizzazione.

## Storia e descrizione
Il termine “yuppie” è stato usato per la prima volta negli anni '60. La figura dell'affarista con età tra i 25 e i 35 anni ebbe origine verso la metà degli anni Ottanta, quando molti giovani laureati alle università Yale, Harvard o Princeton perseguivano il sogno di diventare velocemente ricchi a New York ed in particolare a Manhattan, luoghi che durante la presidenza del repubblicano Ronald Reagan avevano raggiunto un livello elevato di benessere e promettevano molto per coloro che investivano e lavoravano in borsa.
Molti di questi soggetti frequentavano ristoranti e discoteche esclusivi, come il famoso Studio 54 di Manhattan, lavoravano nei grattacieli del centro di New York e si recavano spesso a feste organizzate da loro colleghi, da attori e a volte anche dall'allora magnate immobiliare Donald Trump. Era comune tra di loro fare uso di cocaina come svago, vestire con abiti firmati e costosi come quelli degli stilisti Giorgio Armani e Gianni Versace e comprare quadri dell'artista Jean-Michel Basquiat. Tra la maggior parte di loro era comune il tabagismo ed alcuni di loro si divertivano a stereotipare e deridere argomenti e minoranze, etnici e non, della società americana, come gli ebrei, gli omosessuali, il linciaggio, il razzismo e così via.
I tipici yuppies americani degli anni Ottanta abitavano in appartamenti arredati con toni monocromatici, dotati di poltrone e divani di pelle bianchi e neri con dettagli di acciaio cromato. In cucina era di rigore il forno a microonde, novità commerciale del tempo; facevano la loro comparsa i primi alimenti precotti da riscaldare, ideali per pasti veloci, quindi adatti ad un professionista dinamico che non si ferma mai, totalmente dedito al lavoro e, soprattutto nello stereotipo cinematografico, allo sfogo dell'appetito sessuale, anch'esso simbolico dell'istinto predatorio e di gratificazione egocentrica. La musica ascoltata erano i Duran Duran, i The Blow Monkeys, gli Huey Lewis and The News, Prince e Cyndi Lauper; un altro oggetto all'avanguardia dal punto di vista tecnologico indispensabile da sfoggiare era il compact disc, mentre le audiocassette venivano ormai considerate superate.

## Il fenomeno dello "yuppismo" in Italia
Lo yuppie italiano era un'emulazione di quello statunitense ed aveva tra le sue figure di riferimento il presidente della casa automobilistica FIAT Gianni Agnelli. La caratteristica dello yuppie italiano era dettata dall'immagine e dalle diverse abitudini, nel cibo e negli svaghi, mantenendo come punto comune l'ostentazione di uno stile di vita e di una ricchezza non sempre reali. Era il periodo della politica dominata dal Partito Socialista Italiano guidato da Bettino Craxi e della cosiddetta "Milano da bere", cuore dell'arrivismo, della moda, del benessere, degli sport estremi, delle arti marziali particolari, delle vacanze in luoghi esclusivi e dei ristoranti di cucina internazionale, con particolare attenzione ai piatti giapponesi ed indiani. Un ambiente che aveva influenza anche sulle generazioni più giovani, quelle degli studenti, che si riconoscevano nella figura del "paninaro", e ne condizionava alcune scelte di vita, come il maggior concorso, riscontrato dai primi anni '80, a tutte quelle formule di servizio militare alternativo (Ufficiali di Complemento di tutte le forze armate, Carabinieri ausiliari, Polizia, Guardia di Finanza, Vigili del fuoco, servizio sostitutivo civile ecc.) che garantivano una posizione di maggior prestigio sociale e una retribuzione più seria rispetto alla leva militare classica.
Era anche l'epoca dell'avvio dell'informatizzazione di massa e dell'inseguimento di tutto ciò che era proiettato dinamicamente verso un futuro tecnologico, con una maggiore importanza del prestigio rispetto all'utilità. Preso di mira da comici e anche da un famoso brano musicale del cantautore Luca Barbarossa intitolato proprio Yuppies, il fenomeno dello yuppismo, così come tutti gli eventi sociali assimilabili e contemporanei, terminò bruscamente all'inizio degli anni novanta, con lo scoppio del grande scandalo giudiziario di Tangentopoli, che rivelò l'alto livello di corruzione presente nel clima politico ed imprenditoriale italiano, travolgendo il PSI e portando di fatto alla transizione dalla Prima alla Seconda Repubblica in pochi anni.

## Gli yuppies sul grande schermo
Vi sono numerosi film incentrati sul tema e sugli ambienti sociali degli yuppies, realizzati sia negli anni in cui essi erano attuali sia in seguito:
- Una poltrona per due (Trading Places), di John Landis (1983), con Eddie Murphy, Dan Aykroyd e Jamie Lee Curtis;
- Il ragazzo di campagna, di Castellano e Pipolo (1984), con Renato Pozzetto, Massimo Boldi e Donna Osterbuhr;
- Impiegati, di Pupi Avati (1985), Claudio Botosso, Luca Barbareschi, Elena Sofia Ricci, Dario Parisini;
- 9 settimane e ½ (9½ Weeks), di Adrian Lyne (1986), con Mickey Rourke e Kim Basinger;
- Via Montenapoleone, di Carlo Vanzina (1986), con Carol Alt, Luca Barbareschi, Corinne Cléry, Renée Simonsen;
- Yuppies - I giovani di successo, di Carlo Vanzina (1986), con Ezio Greggio, Jerry Calà, Massimo Boldi e Christian De Sica;
- Yuppies 2 , di Enrico Oldoini (1987), con Ezio Greggio, Jerry Calà, Massimo Boldi e Christian De Sica;
- Wall Street, di Oliver Stone (1987), con Michael Douglas e Martin Sheen;
- Il segreto del mio successo (The Secret of My Success), di Herbert Ross (1987), con Michael J. Fox;
- Cocktail, di Roger Donaldson (1988), con Tom Cruise;
- Una donna in carriera (Working Girl), di Mike Nichols (1988), con Harrison Ford, Melanie Griffith, Sigourney Weaver e Joan Cusack;
- Essi vivono (They Live), di John Carpenter (1988), con Roddy Piper, Keith David e Meg Foster: racconta la figura degli yuppies reaganiani in maniera horror/distopica;
- Miliardi, di Carlo Vanzina (1991), con Carol Alt, Lauren Hutton, Billy Zane, Jean Sorel;
- Ricky & Barabba, di Christian De Sica (1992), con Renato Pozzetto e Christian De Sica;
- Fight Club, di David Fincher (1999), con Brad Pitt e Edward Norton;
- American Psycho, di Mary Harron (2000), con Christian Bale, Willem Dafoe e Jared Leto;
- The Family Man, di Brett Ratner (2000), con Nicolas Cage e Téa Leoni;
- 1 km da Wall Street (Boiler Room), di Ben Younger (2000), con Giovanni Ribisi, Vin Diesel e Ben Affleck;
- Funny Games, di Michael Haneke (2007): nella versione americana del film, gli antagonisti, i due adolescenti psicopatici Paul e Peter, interpretati da Michael Pitt e Brady Corbet, sono rappresentati come degli yuppies;
- Wall Street - Il denaro non dorme mai (Wall Street: Money Never Sleeps) di Oliver Stone (2010), con Michael Douglas e Shia LaBeouf;
- Shame, di Steve McQueen (2011), con Michael Fassbender;
- The Wolf of Wall Street, di Martin Scorsese (2013), con Leonardo DiCaprio;
- Lo spietato, di Renato De Maria (2019), con Riccardo Scamarcio.